# Сахір (траса)
Сахір, відомий також під назвою Міжнародний автодром Бахрейну (англ. Bahrain International Circuit, араб. حلبة البحرين الدولية) — траса, яка використовується для гонки «Формули-1» Гран-прі Бахрейну, гонок «Серії GP2», «Формули-3», «GT», гонок з драг-рейсінгу.
Автодром був спроєктований відомим архітектором Германом Тільке і став одним з нових автодромів в країнах Азії, на яких почали проходити гонки «Формули-1» — Сепанг (Малайзія), Шанхай (Китай).
Траса була побудована до Гран-прі Бахрейну 2004, вартість її побудови становила приблизно 150 млн доларів.

## Переможці Гран-прі Бахрейну на трасі Сахір
| 2022 | Шарль Леклер      | Феррарі          | Результати    |               |               |
| 2021 | Льюїс Гамільтон   | Mersedes         | Результати    |               |               |
| 2020 | Льюїс Гамільтон   | Mersedes         | Результати    |               |               |
| 2019 | Льюїс Гамільтон   | Mersedes         | Результати    |               |               |
| 2018 | Себастьян Феттель | Феррарі          | Результати    |               |               |
| 2017 | Себастьян Феттель | Феррарі          | Результати    |               |               |
| 2016 | Ніко Росберг      | Mersedes         | Результати    |               |               |
| 2015 | Льюїс Гамільтон   | Mersedes         | Результати    |               |               |
| 2014 | Льюїс Гамільтон   | Mersedes         | Результати    |               |               |
| 2013 | Себастьян Феттель | Red Bull-Renault | Результати    |               |               |
| 2012 | Себастьян Феттель | Red Bull-Renault | Результати    |               |               |
| 2011 | Не проводився     | Не проводився    | Не проводився | Не проводився | Не проводився |
| 2010 | Фернандо Алонсо   | Феррарі          | Результати    |               |               |
| 2009 | Дженсон Баттон    | Браун-Мерседес   | Результати    |               |               |
| 2008 | Феліпе Масса      | Феррарі          | Результати    |               |               |
| 2007 | Феліпе Масса      | Феррарі          | Результати    |               |               |
| 2006 | Фернандо Алонсо   | Рено             | Результати    |               |               |
| 2005 | Фернандо Алонсо   | Рено             | Результати    |               |               |
| 2004 | Міхаель Шумахер   | Феррарі          | Результати    |               |               |